# Saint-Sauvy
Saint-Sauvy é uma comuna francesa na região administrativa de Occitânia, no departamento de Gers. Estende-se por uma área de 17,58 km². Em 2010 a comuna tinha 357 habitantes (densidade: 20,3 hab./km²).